# Axel Fischbacher
Axel Fischbacher (* 24. April 1956 in Lübeck) ist ein deutscher Jazzgitarrist, Komponist und Produzent.

## Leben und Wirken
AFischbacher entschied sich bereits als Schüler für die Tätigkeit als Berufsmusiker und wirkte als Rockmusiker in verschiedenen Bands mit. Nach dem Abitur spielte er zunächst Tanzmusik in Spanien und war nach seiner Rückkehr unter anderem bei Prox und im Fusion-Funk-Jazz-Projekt Senora tätig. Er studierte am Robert-Schumann-Konservatorium Düsseldorf und der Pädagogischen Hochschule Rheinland (Neuss), der Musikhochschule Köln, und am Banff Centre for Arts im kanadischen Banff, wurde aber vor allem durch Unterricht bei John Scofield und John Abercrombie geprägt. Während der 1980er Jahre trat er als Gitarrist der Christoph Spendel Group in ganz Europa auf und gründete seine eigene Band, mit der er sechs Alben veröffentlichte.
Fischbacher wirkte bei mehr als fünfzig CD-Aufnahmen mit, spielte zahlreiche Tourneen in Europa, Kanada und den USA und trat auf vielen namhaften Jazzfestivals auf. Dabei arbeitete er mit Musikern wie Danny Gottlieb, Mark Egan, Adam Nussbaum, Ohad Talmor, Molly Duncan, Bruno Castellucci, Ryan Carniaux, Tony Lakatos, Antonio Faraò, Marc Johnson, Michael Urbaniak, Joe Haider, Barney Willen, Steve Grossman, Curt Cress, Stu Goldberg, Hermeto Pascoal, Ronnie Barrage, Annie Whitehead.
In den 1980er Jahren tourte Fischbacher als Mitglied der etablierten Christoph Spendel Group durch Europa. 1984 erhielt er mit seiner eigenen Combo, der Axel Fischbacher Group, den Preis der Deutschen Phono-Akademie für das Album „Rumba Ibiza“. Ende der 80er war er Komponist und Produzent von Film-, TV- und Schauspielmusik und vertonte Serien wie „Sekt oder Selters“. Mehrere Jahre lebte er in der Schweiz, wo er für das Musical „Little Shop of Horrors“ arbeitete, diverse Musiker kennenlernte und 1992 einen Lehrauftrag an der Swiss Jazz School in Bern annahm. Zwischen 1992 und 1999 war er Mitglied des Quartetts von Daniel Küffer. 1999 zurück im Rheinland gründete er mit Stefan Rademacher, Kurt Billker und Frank Kirchner die Gruppe „Jazz Attack“. 2010 erhielt er einen Kompositionsauftrag der Stadt Hilden („The World Is Not a Disc“).
2014 komponierte Fischbacher für sein Quintett mit Denis Gäbel, Matthias Bergmann, Nico Brandenburg und Tim Dudek das Album „Five Birds“ mit eigenen Interpretationen von Stücken Charlie Parkers. 2020 folgte die LP und CD „Five Birds and Strings“ – im Sinne Charlie Parkers, aber in die heutige Zeit gerückt, verfasste Fischbacher Kompositionen für sein Jazz-Quintet und die Kammerphilharmonie Wuppertal unter der Leitung von Werner Dickel.
Fischbacher spielt als Bandleader und Sideman weit über 100 Konzerte pro Jahr, komponiert und produziert seine Musik. Außerdem legt er Wert auf hochkarätige Jazz-Sessions in kleinen Clubs: Neben dem Capio-Jazz (Hilden) und der Jazzattack (Jazzkeller Krefeld) etablierte der 2006 seine Jazzsession-Reihe Blue Monday in Hilden. Außerdem ist er Initiator und künstlerischer Leiter von Jazz-Workshops in Hilden.

## Preise und Auszeichnungen
Für sein Album Rumba Ibiza wurde Fischbacher 1984 mit dem Preis der Deutschen Phono Akademie ausgezeichnet. 1987 erhielt er den WDR-Stadtmusikpreis. Seine Musik für den Kurzfilm „Gänsehaut“ erhielt den Preis des Filmfestivals von Locarno. 2023 erhielt er einen „Kunst- und Kulturpreis“ der Enno und Christa Springmann-Stiftung.

## Diskografische Hinweise
- Prox – „At Last“ (Polydor)
- Señora – „Señora“ (Growing Bin)
- Axel Fischbacher Group – „Rumba Ibiza“ (Vondue)
- Axel Fischbacher Group – „Moods“ (Blue Flame)
- Christoph Spendel – „Radio Exotique“ (MPS)
- Axel Fischbacher Group – „Spots from the Academy“ (Dr. Jazz)
- Axel Fischbacher Group – „Coast to Coast“ (Bellaphon)
- Axel Fischbacher Group – „Mysterious Princess“ (Acoustic Music)
- Daniel Küffer Quartett – „A Jam in Town“ (Satin Doll Productions)
- Axel Fischbacher Group – „The Reverend“ (Next-Jazz)
- Christoph Spendel – „The Three Worlds“ (Konnex Records)
- Axel Fischbacher / Philipp van Endert – „Things in Common“ (Jazzsick)
- Jazzattack – „Two“ (Tone de Cologne)
- Axel Fischbacher / Philipp van Endert – „The Time We Spend“ (Jazzsick)
- Phishbacher featuring Fischbacher – „Crossroads“ (Jazzsick)
- Axel Fischbacher / Markus Wienstroer – „Acoustic Guitar Duos“ (Inner Light Music)
- Axel Fischbacher Trio feat. Tony Lakatos – „Back to the Eighties“ (Jazzsick)
- Axel Fischbacher (Large Ensemble) – „The World Is Not a Disc“ (Jazzsick, mit Christoph Grab, Daniel Schenker, Robert Morgenthaler, André Nendza, Peter Baumgärtner, Ulf Stricker, Christoph Hillmann)
- Axel Fischbacher Quintet – „56/56“ (Jazzsick)
- Axel Fischbacher Trio feat. Ohad Talmor – „Normal“ (Jazzsick, mit Adam Nussbaum, Martin Gjakonovski)
- Axel und Walter Fischbacher Duo – „It Takes Two“ (Lofish Music)
- Axel Fischbacher Quintet – Plays Charlie Parker „Five Birds“ (Jazzsick)
- Kalnein & Fischbacher Group – „One Man Disco“ (Natango)
- Axel Fischbacher Quintet / Kammerphilharmonie Wuppertal – „Five Birds and Strings“ (Jazzsick)
- Axel Fischbacher Trio – „Bebop Sketches“ (Jazzsick, mit Nico Brandenburg, Tim Dudek)
- Axel Fischbacher Trio featuring Sophia Oster (Lehmann Audio)
- Esther Kaiser, Axel Fischbacher, Genevieve O’Driscoll, Michael Knippschild: Moving Times (Doublemoon Records)[3]